# Nociceptin
Nociceptin, ili orfanin FQ, je neuropeptid sa 17 aminokiselina. On je endogeni ligand nociceptinskog receptora (NOP, ORL-1). On je izveden iz prepronociceptina, kao što su i dodatna dva peptida, nocistatin & . Gen koji kodira prepronociceptin je lociran na  kod čoveka.
Nociceptin je opioidu sličan peptid. On ne deluje na klasične opioidne receptore i njegovo dejstvo nije antagonizovano opioidnim antagonistom naloksonom. Nociceptin je potentan antianalgetik. Nociceptin je široko rasprostranjen u CNS-u. On je nađen u mnogim regionima hipotalamusa, moždanog stabla, i prednjeg mozga, kao i prednjeg roga i zadnjeg roga kičmene moždine. Nociceptin deluje na nociceptinski receptor (NOP1), koji je ranije bio poznat kao ORL-1. Ovaj receptor je takođe široko rasprostranjen u mozgu, u segmentima kao što su: korteks, prednje mirisno jezgro, bočni septum, hipotalamus, hipokampus, amigdala, substancia nigra, i kičmena moždina.

## Spoljašnje veze
- nociceptin на 
- prepronociceptin на 